# Leipzig Slevogtstraße järnvägsstation

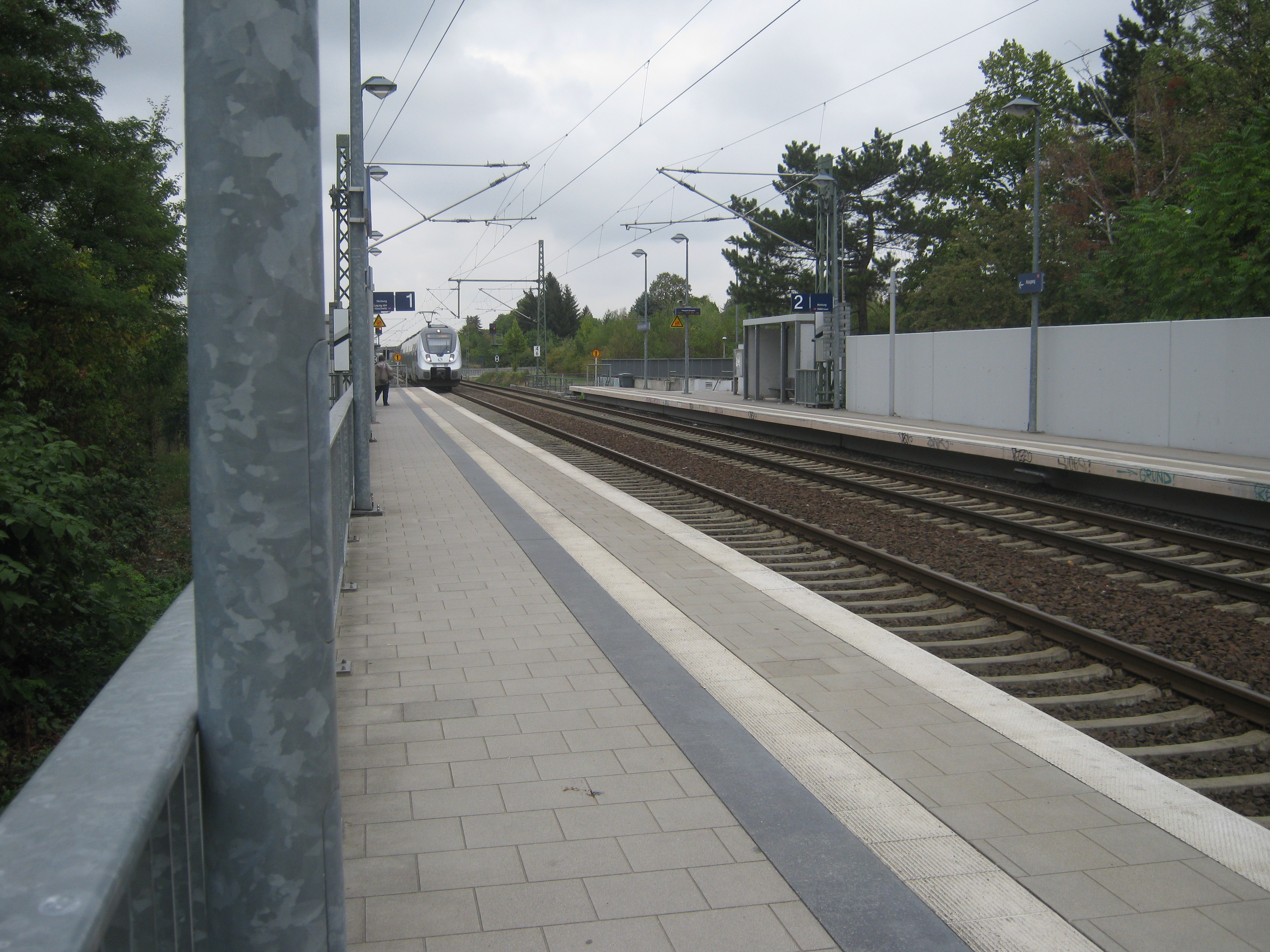
Leipzig Slevogtstraße järnvägsstation.

Leipzig Slevogtstraße är en järnvägsstation i Leipzig, Tyskland. Stationen är del av S-Bahn Mitteldeutschland och trafikeras av linje S3.